# Camp d'internement de Loriol-sur-Drôme
Le camp d’internement de Loriol-sur-Drôme est un camp lié à la répression nazie, ouvert dans le département de la Drôme durant la Seconde Guerre mondiale.

## Histoire
En 1939 a été créé sur ordre du gouvernement français d'Édouard Daladier (Troisième République) un camp d'internement dans la ville de Loriol, un des deux camps situés en Drôme avec celui de Montélimar.
Il a été créé pour rassembler tous les "étrangers jugés indésirables" par le régime, ce qui recouvrait entre autres juifs, tziganes, communistes, allemands et autrichiens ayant fui le nazisme, républicains espagnols ayant combattu le régime de Franco,,
Le camp occupait le site d'une ancienne usine chimique Poulenc désaffectée depuis 1929. Les bâtiments étaient insalubres avec les toitures écroulées donc glaciales l'hiver. Le camp est placé sous le commandement et la garde du 146e Régiment Régional d'Infanterie.
Le camp a été utilisé pendant deux périodes : de septembre 1939 à juin 1940, il recueille principalement des prisonniers âgés et d'autres transférés du camp de Chambaran le 17 juin 1940 puis ferme le 20 août 1940. Il est à nouveau utilisé à partir du 20 août 1940 pour retenir les « indésirables étrangers»  ainsi que des syndicalistes et communistes français à partir du 14 janvier 1941. Le camp est définitivement fermé le 5 mars 1941 et les prisonniers évacués vers les camps des Milles et Montelimar.
Environ 500 personnes ont été internées dans le centre. Les recensements indiquent : 
- mars 1940 : 150 internés
- décembre 1940 : 150 internés
- février 1941 : 128 internés

Les différents bâtiments ont été progressivement détruits, le dernier le fût en 2010 pour permettre la construction de la rocade de contournement du village.
Parmi les personnes ayant été internées dans le camp, on peut noter Max Ernst, peintre surréaliste allemand antifasciste qui sera interné au camp de Loriol en tant qu'étranger indésirable. Ce fut également le cas de l'écrivain David Vogel, du photographe Erwin Blumenfeld ou encore du docteur Fritz Finaly.
Une stèle a été inaugurée le 12 janvier 2017 sur les lieux des anciens bâtiments en présence des descendants de Robert Garcia, républicain espagnol, prisonnier de ce camp. Elle porte le texte suivant : 
Camp d'internement de Loriol (septembre 1939 - mars 1941) »